# Heraclia triseriata
Heraclia triseriata là một loài bướm đêm trong họ Noctuidae.